# Ålsø Sogn
Ålsø Sogn er et sogn i Norddjurs Provsti (Århus Stift).
I 1800-tallet var Hoed Sogn anneks til Ålsø Sogn. Ålsø-Hoed blev en sognekommune, som senere blev slået sammen med Vejlby-Homå. Alle 4 sogne hørte til Djurs Sønder Herred i Randers Amt. De udgjorde sognekommunen Ålsø-Vejlby, der ved kommunalreformen i 1970 blev indlemmet i Grenaa Kommune, som ved strukturreformen i 2007 indgik i Norddjurs Kommune.
I Ålsø Sogn ligger Ålsø Kirke.
I sognet findes følgende autoriserede stednavne:
- Annebjerg (areal)
- Fuglsang (bebyggelse, ejerlav)
- Fuglsang Hede (areal)
- Fuglsang Strand (bebyggelse)
- Havknude (areal)
- Hessel Hede (areal)
- Hesselager (bebyggelse)
- Høbjerg (bebyggelse, ejerlav)
- Katholm (ejerlav, landbrugsejendom)
- Katholm Skov (areal)
- Kragsø (areal)
- Ravnhøj (areal)
- Svinekilde (vandareal)
- Ålsrode (bebyggelse, ejerlav)
- Ålsø (bebyggelse, ejerlav)